# Bochumer Mineralölgesellschaft
Die Bochumer Mineralöl-Gesellschaft (BOMIN) war eine Bochumer Firmengruppe, die sich ursprünglich nur mit dem Ölhandel beschäftigte, aber nach der Lockerung der Wirtschaftssanktionen gegenüber der Sowjetunion und den mit der monopolartigen Stellung im Osthandel verbundenen Gewinnen auch weiter reichende Aktivitäten aufnahm. Diese Aktivitäten reichten von der Ölsuche über Ölhandel, Raffinerie bis zum eigenen Tankstellennetz mit einem umfangreichen Fuhrpark von Tanklastzügen. Weiterhin wurden auch Vorstöße zur Erschließung anderer Geschäftsfelder wie Sonnenenergie und Stahlverarbeitung unternommen.

## Vorgeschichte
Der 1951 von Karl-Heinz Imhausen gegründeten Bochumer Chemie Imhausen Company, die sich auf Chemie- und Kunststoff-Kompensationsgeschäfte mit dem damaligen Ostblock spezialisiert hatte, wurde auch Erdöl als Kompensationsleistung für die aus Westdeutschland gelieferten Waren angeboten. Da sich die Bochumer Chemie aber auf den Chemikalienhandel konzentrieren wollte, wurde im Mai 1962 die BOMIN Bochumer Mineralölgesellschaft zur Abwicklung der Erdölgeschäfte gegründet, die einer der Teilhaber – Herbert Schnapka, der bereits vor dem Krieg bei der Rhenania-Ossag Erfahrung im Ölhandel gesammelt hatte – im Dezember 1964 vollständig übernahm. Aufgrund des 1963 verhängten Röhren-Embargos wurden die Großkonzerne ihres eigenen Kompensationsgeschäftes „Röhren gegen Öl“ beraubt, sodass die Bomin die entstandene Lücke auffüllen konnte und das russische Rohöl direkt mit Devisen statt Waren bezahlte.

## Aufstieg

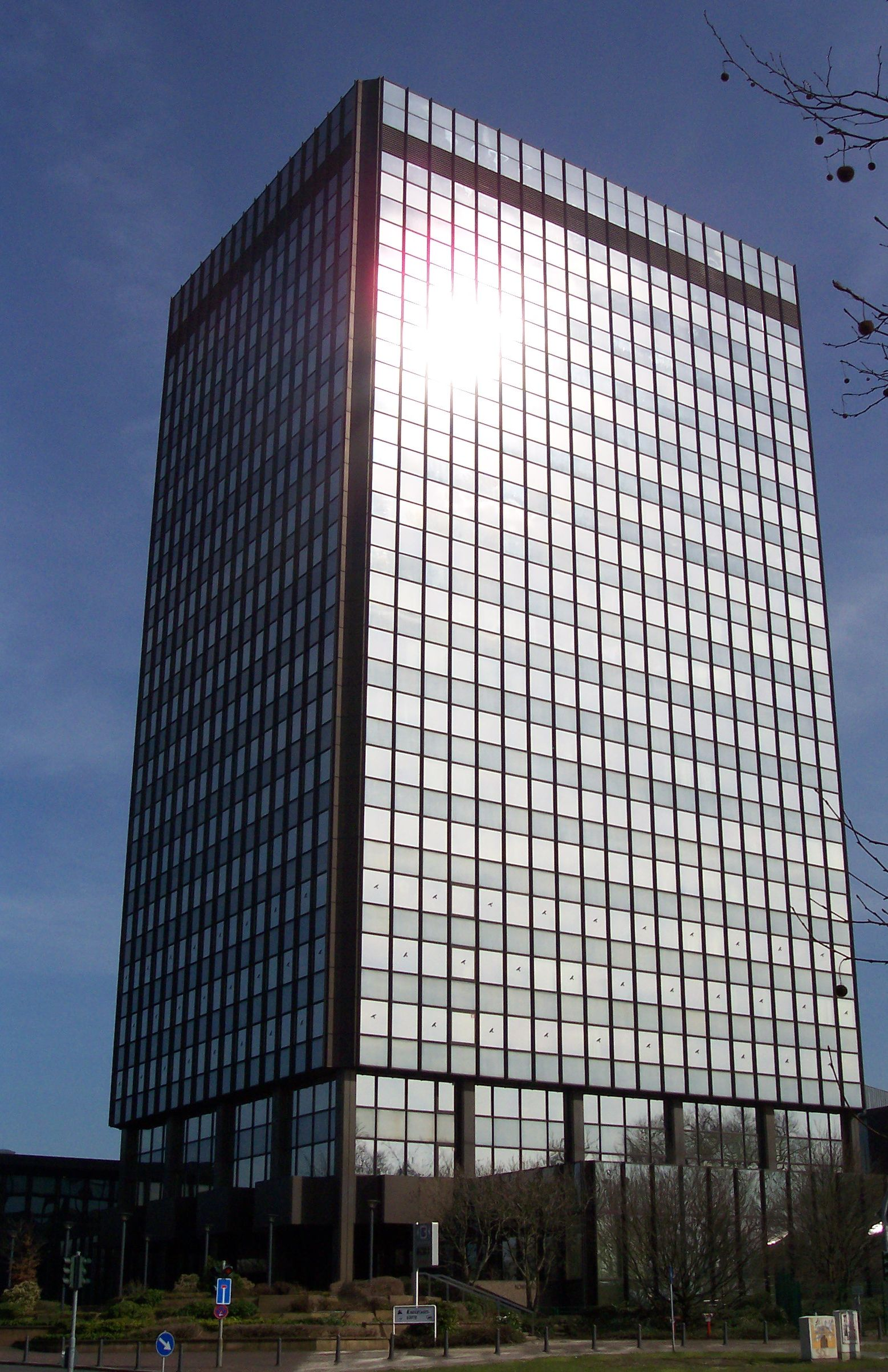
BOMIN-Haus

Die gemieteten Büros in dem Gebäude der Dresdner Bank und später in der Brückstraße in der Bochumer Innenstadt wurden 1975 mit dem Neubau eines eigenen repräsentativen Verwaltungsgebäudes an der Königsallee – des Bomin-Hauses – verlassen. Der Jahresumsatz der schließlich aus 32 Einzelunternehmen mit insgesamt rund 1500 Mitarbeitern bestehenden Firmengruppe betrug bis zu 2,3 Mrd. DM. Hauptabnehmer des aus Russland über Lettland nach Emden und Wilhelmshaven verschifften Öls war der damals in Staatsbesitz befindliche VEBA-Konzern, der Abnahmemengen über drei bis vier Millionen Tonnen jährlich garantierte. Der Transport wurde ab 1965 zum Teil mit einer eigenen, aus relativ kleinen 20.000-t-Tankern bestehenden Flotte organisiert. Über einen eigenen Heizöl-Vertrieb und eine Tankstellenkette belieferte die BOMIN aber auch Endverbraucher. Mitte der 1970er Jahre erfolgte mit dem Einstieg bei der Firmengruppe Mönninghoff, einem Gesenkschmiede- und Bauunternehmen, dem Kauf der Schrauben- und Flanschenfabrik Emil Helfferich Nachfolger in Kirchheim/Teck Ende der 1970er sowie Mitte 1981 der Übernahme des Hattinger Betriebes der Leo Gottwald KG (umbenannt in Mönninghoff GmbH Werk Gottwald Hattingen) eine Diversifizierung über das Mineralölgeschäft hinaus. Über ein Bonner Verbindungsbüro unter der Leitung des ehemaligen Bundestagsabgeordneten Ernst Majonica wurde sogar Lobbyarbeit betrieben.

## Niedergang
Der Niedergang der Bochumer Mineralöl-Gesellschaft begann mit der Übernahme der defizitären Erdölwerke Frisia von der Veba in Emden 1977/78, die monatliche Verluste in Höhe von 1,5 Mio. DM erwirtschaftete. 1981 brach die monopolartige Stellung im Ölhandel mit der Sowjetunion zusammen, als der Hauptkunde Veba infolge der verzweifelten wirtschaftlichen Lage der Sowjetunion und dem dadurch entstandenen Wunsch nach massiver Erweiterung der exportierten Ölmengen zur Devisenbeschaffung direkte Ostkontakte aufbaute, wodurch die Bomin als Zwischenhändler überflüssig wurde. Die ausbleibende Erweiterung von Kreditlinien im Mai 1983 durch die Hausbank WestLB führte dann dazu, dass der Großteil der Bomin-Gesellschaften am 4. Mai 1983 Vergleich anmelden musste, der für die Muttergesellschaft und einige Töchter im Anschlusskonkurs endete.

## Heute

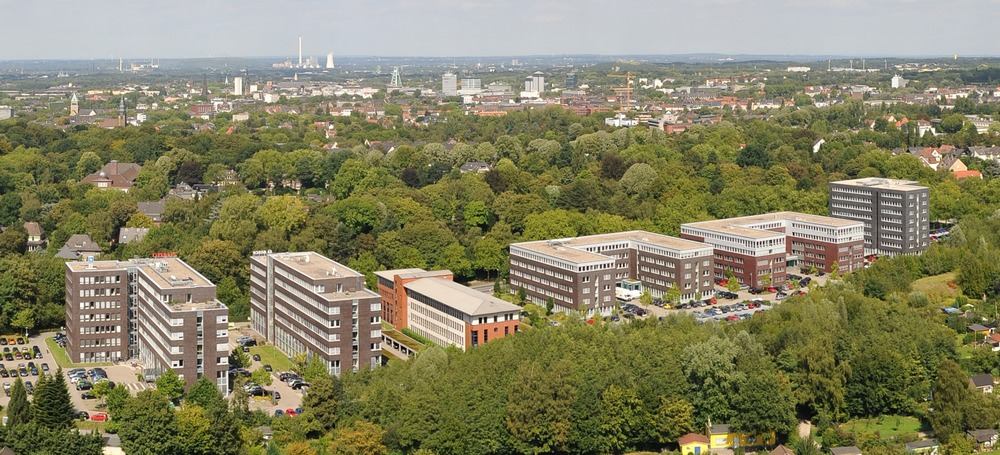
Büropark Trimonte 2009

Das Verwaltungsgebäude an der Königsallee in Bochum – bekannt als Bomin-Haus – wird heute von der Deutschen Rentenversicherung Knappschaft-Bahn-See genutzt. Der Sonnenenergie-Zweig Bomin-Solar sowie das 1976 gegründete, ehemals deutsch-russische Joint-Venture Bominflot Bunkergesellschaft und die Firma Bomin-Heizöl in Berlin führen „Bomin“ noch heute im Firmennamen. Am 1. Juni 2012 verkündete die Handelssparte Mabanaft von Marquard & Bahls die Übernahme von Bominflot und die Umbenennung in Bomin.
Auf dem Gelände des abgerissenen Mönninghoff-Werkes an der Wiemelhauserstraße/Wasserstraße in Bochum steht heute der Büropark Trimonte, die Gebäude des Hattinger Betriebes werden heute noch von mehreren metallverarbeitenden Betrieben – unter anderem einer Flanschenfabrik – genutzt, in den denkmalgeschützten Fabrikanlagen in Kirchheim/Teck befindet sich heute ein Baumarkt für historische Baustoffe.

## Firmen und Beteiligungen der BOMIN
Die wichtigsten Mitglieder der ehemaligen Bomin-Gruppe mit Ortsangabe und Beschäftigungsfeldern:
- Allgemeine Tanklager AG, Offenbach am Main: Tanklager im Mainhafen[12]
- Bomin North Sea Ltd., London: Ölfeld-Exploration in der Nordsee
- Bomin Shipping & Agency GmbH, Hamburg: Schiffverwaltungs- und Beteiligungsgesellschaft
- Bomin Heizöl, Bochum/Berlin: Vertrieb von Heizöl
- Bomin Solar GmbH, Lörrach: Herstellung und Vertrieb solartechnischer Anlagen
- Bominflot Bunkergesellschaft, Hamburg: Tanklager, Bunkeröl
- Erdölwerke Frisia, Emden: Raffinerie und Tanklager
- Mönninghoff GmbH, Bochum: Stahlgießerei, Gesenkschmiede und Flanschenfabrik mit Werken in Hattingen und Bochum, Baufirma
- Trans-Oel, Gesellschaft für Öltransport und Handel, Bochum[13]

## Tankerflotte
- Bomin (Stapellauf 1957, Kauf 1965, Verkauf 1978, Schiffsnummer 5365168, 13.449 BRT)
- Bomin II (Stapellauf 1958, Kauf 1974, 1981 umbenannt in Bomin Wilhelmshaven, Schiffsnummer 5011638, 12.202 BRT)
- Bomin (Stapellauf 1972, Kauf 1981, Schiffsnummer 7225582, 5.950 BRT)
- Bomin Emden (Stapellauf 1980, Schiffsnummer 8007080, 3.999 BRT)